# 스티븐 매킨리 헨더슨
스티븐 매킨리 헨더슨(영어: Stephen McKinley Henderson, 1949년 8월 31일 ~ )은 미국의 배우이다.

## 출연 작품

### 영화
- 듄: 파트 2 (2024) - 투피르 하와트 역
- 시빌 워: 분열의 시대 (2024) - 새미 역